# Türkmenisztán
Türkmenisztán egy közép-ázsiai ország, amely Afganisztánnal, Iránnal, Kazahsztánnal, Üzbegisztánnal határos, nyugaton pedig a Kaszpi-tenger mossa partját. 1991 előtt a Szovjetunió tagköztársasága volt, Türkmén Szovjet Szocialista Köztársaság néven.
A lakosok zöme muszlim és az ország területének nagy részét a Kara-kum-sivatag borítja. 
A világ egyik legnagyobb földgázkészletével rendelkezik. 1993 és 2017 között az állampolgárok ingyenesen kapták a kormánytól az áramot, a vizet és a földgázt.
Az itt található Merv az egyik legrégebbi oázisváros Közép-Ázsiában, és egykor a világ legnagyobb városai közé tartozott. Az iszlám világ egyik jelentős városa és a Selyemút fontos állomása is volt. A területet a 19. században az Orosz Birodalom hódította meg, majd az 1917-es októberi forradalmat és a Szovjetunió létrejöttét követően, 1925-ben annak részeként Türkmén Szovjet Szocialista Köztársaság lett. Az 1991-es függetlenné válás után Saparmyrat Nyýazow elnök diktatúrát és személyi kultuszt teremtett meg és azóta az országot elnyomó, totalitárius rezsimek uralták. A vezetést a 2020-as években is erősen kritizálják az emberi jogok semmibe vétele miatt. A véleménynyilvánítás szabadsága erősen korlátozott. A különböző demokrácia indexekben az állam a mérések kezdete óta a mai napig (2024) folyamatosan az utolsó helyek egyikét foglalja el.
Türkmenisztán megfigyelő állam a Türk Államok Szervezetében és az Egyesült Nemzetek Szervezetének tagja.

## Földrajz

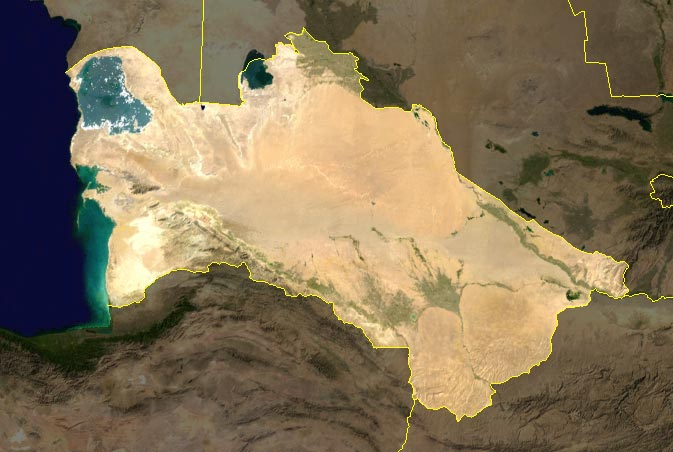
Türkmenisztán műholdas képe

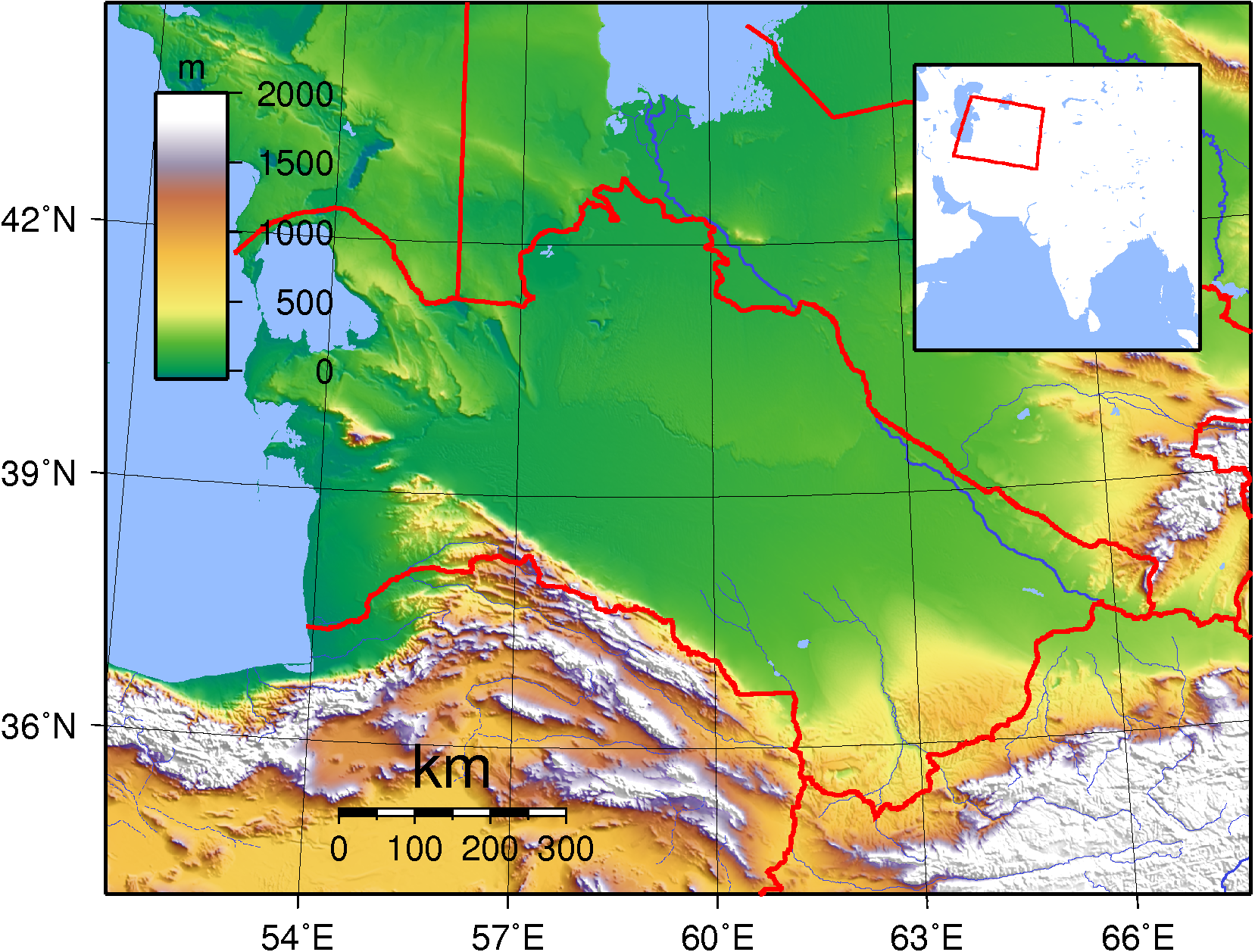
Domborzati térkép

### Domborzat

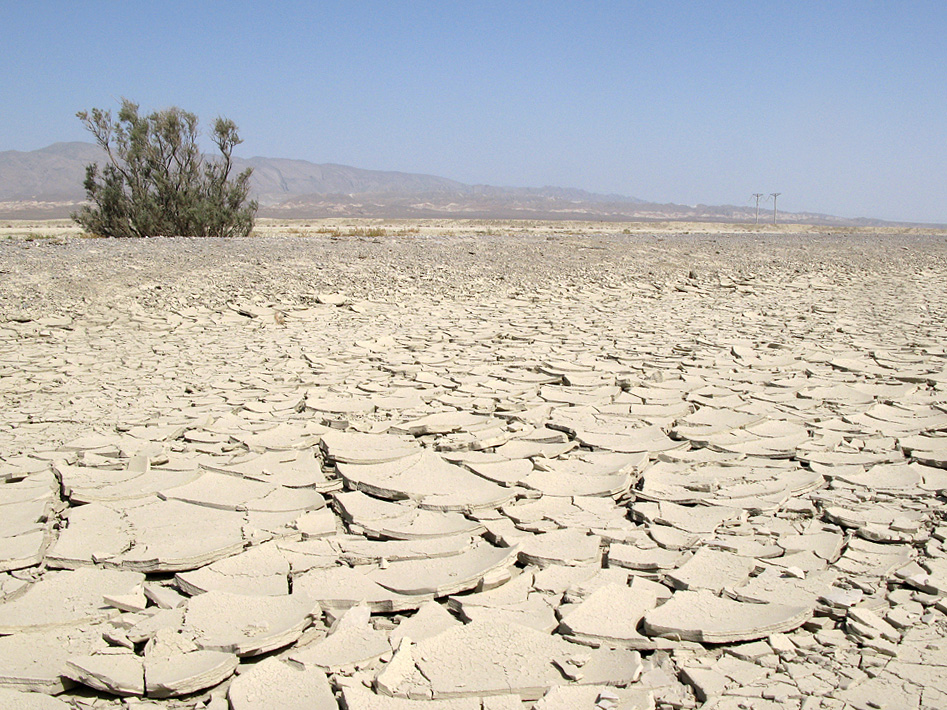
A Kara-kum sivatag

Az ország területe megközelítőleg 488 100 négyzetkilométer. Az ország területének kb. 70%-át a Kara-kum sivatag foglalja el. Az ország középső részén terül el a Turáni mélyföld és a Kara-kum sivatag, ezek síkságok. A Kopet-dag hegység, amely az ország délnyugati határát alkotja, 2912 méteres magasságot ér el. A türkmén Balkan-hegység az ország nyugati csücskében, valamint a Kugitang hegység a keleti végében és a Garabil-fennsík délkeleten a még említésre méltó magaslatok.

### Vízrajz
Az ország folyói az Amu-darja, a Murghap és a Hari Rud. Az Amu-Darja az Aral-tóba ömlik, így vízgyűjtő területe lefolyástalan. Ugyancsak lefolyástalan a Kaszpi-tenger vízvidéke is, hisz az valójában nem tenger, hanem lefolyástalan tó.

### Éghajlat
Az ország szubtropikus sivatagi éghajlattal rendelkezik, rendkívül kevés csapadékkal. Enyhe és száraz tél jellemző, a csapadék legnagyobb része január és május hónapok között hullik az országban, a legnagyobb éves csapadékmennyiség pedig a Kopet Dag hegyhátain mérhető. Nyáron megszokott dolog a 40 °C feletti hőmérséklet. Téli időszakban az ország északi részén gyakoriak a nagy hidegek, előfordul a –15 °C illetve alatti hőmérsékletek, jelentős csapadékkal együtt. A déli országrészekben a tél enyhe átlagosan 5  °C és –5  °C közötti hőmérséklettel és kevés csapadékkal.

### Élővilág, természetvédelem
A türkmén kormány angol nyelvű honlapjából annyi megállapítható, hogy létezik hivatalos természetvédelem, de adatokban szegény az oldal.

## Története
A mai Türkmenisztán területe ősidők óta lakott volt. Régészek délnyugati részén – Dzsejtun térségében – jellegzetes újkőkorszaki civilizáció, az úgynevezett Dzsejtun-kultúra emlékeit tárták fel. Az i. e. 1. évezred közepén az iráni nyelvcsaládhoz tartozó nomád állattenyésztő törzsek népesítették be.
Ezen a területen különféle birodalmak hadseregei táboroztak, útban Ázsia gazdagabb részei felé.
Nagy Sándor az i. e. 4. században, útban India felé, uralma alá hajtotta a türkmén területeket. Mintegy százötven évvel később alapította itt meg fővárosát, Nisát Perzsia Parthuszi Királysága. Nisa az ország mai fővárosának, Aşgabatnak egyik külvárosa. A 7. században arabok hódították meg a területet, akik magukkal hozták az iszlám vallást és integrálták a türkméneket a közel-keleti kultúrába. Erre haladt a legendás selyemút, az Európa és Ázsia közötti kereskedelem fő útvonala.
Türkmenisztán régiója rövidesen a Nagy Khorasan központjává vált, amikor Al-Mamún kalifa székhelyét áthelyezte Merv városába.

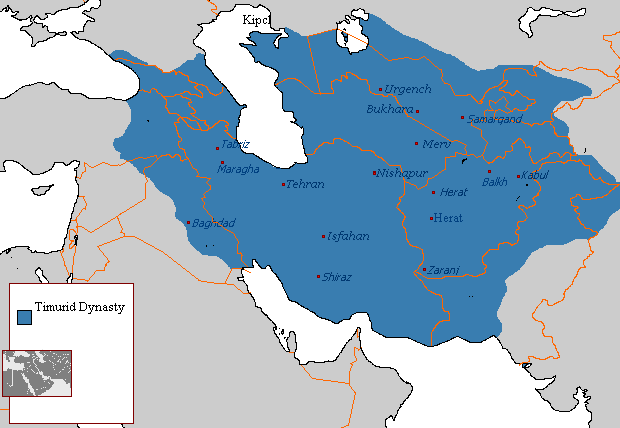
A Timurida Birodalom 1400 körül

A 11. század közepén a Szeldzsuk Birodalom nagy erejű török hadai Türkmenisztán területén egyesítették erőiket, terveikben Afganisztán meghódítása szerepelt. A Birodalom a 12. század második felében összeomlott, a türkmének pedig rövidesen elveszítették függetlenségüket, amikor a Nyugatra törő Dzsingisz kán csapatai elfoglalták a Kaszpi-tenger keleti partvidékét. A következő hét évszázadban a türkmén nép különböző birodalmak uralma alatt élt, országukban állandósultak a törzsi háborúk. Az orosz hatást megelőző türkmén történelem nagyon szegény írásos dokumentumokban, azt azonban lehet tudni, hogy a 13. és a 16. század között a türkmének fokozatosan elkülönülő etnikai-nyelvi csoportot alkottak. Miközben a türkmének elvándoroltak a jelenlegi Kazahsztán területén található Mangislak-félszigetről az iráni határvidékre és az Amu-darja medencéjébe, a türkmén törzsi társadalmat olyan kulturális hatások érték, amelyek a későbbiek során alapját képezték a türkmén nemzeti identitás kialakulásának.
1894-re a cári Oroszország ellenőrzése alá hajtotta Türkmenisztánt. Az 1917-es Nagy Októberi Szocialista Forradalom és az azt követő politikai állapotok eredményeként kikiáltották a Türkmén Köztársaságot, és 1924-ben a megalakuló Szovjetunió egyik tagállama lett. Ekkor alakultak ki a modern Türkmenisztán jelenlegi határai is.
A szovjet időkben európaizálódott és szekularizálódott a türkmén társadalom. A nomadizálás abbahagyására kényszerítették őket.

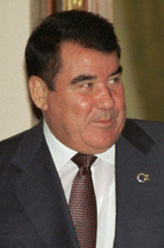
Nyýazow 2002-ben

A Szovjetunió felbomlása után, 1991-ben Türkmenisztán függetlenné vált. Az ország akkori vezetője, Saparmyrat Nyýazow, megtartotta hatalmát. Politikája azonban jelentősen megváltozott a szovjet idők óta: jó kapcsolatot alakított ki külföldi nagyvállalatok vezetőivel, Moszkvával viszonylag hűvös kapcsolatokat ápolt, a hagyományos, muszlim, türkmén értékek és kultúra támogatójaként szeretett fellépni. Egy dolog azonban nem változott, a hatalma; ez az 1990-es évek eleje óta csak tovább növekedett. 
Nyýazow 2006. december 21-én váratlanul meghalt. Egyértelmű örököse nem maradt. Az ideiglenes elnök a korábbi miniszterelnök-helyettes, Gurbanguly Berdimuhamedow lett. Ő egyébként állítólag Nyýazow törvénytelen fia. Az alkotmány szerint viszont ezt a tisztséget a Néptanács elnökének, Öwezgeldi Ataýewnek kellett volna betölteni. Bűncselekménnyel vádolták meg és eltávolították tisztségéből.
A 2007. február 11-én tartott elnökválasztáson Berdimuhamedow megkapta a szavazatok 89%-át 95%-os részvétel mellett. A külső megfigyelők szerint a választás nem volt tisztességes.

## Politika
A Szovjetunió összeomlása és a függetlenség elnyerése óta Türkmenisztán az utódállamok közül a legautokratább állam hírnevét szerezte meg. Saparmyrat Nyýazow, Türkmenisztán első vezetője az elnyomáson és az ország szénhidrogén-vagyonán alapuló politikai rendszert hozott létre. Utóda, Gurbanguly Berdimuhamedow hűen követte Nyýazow nyomdokait, megőrizte az általa örökölt rendszert, a lehető legelnyomóbbá téve. A szólás-, sajtó-, gyülekezési és vallásszabadság szélsőségesen korlátozva van Türkmenisztánban. A Freedom House emberi jogi szervezet 2016-ban ugyanabba a diktatúra kategóriába sorolta ezt az országot, mint Észak-Korea, Szíria és Szudán, így a legalacsonyabb osztályzatot kapta a demokrácia mutatóiban.

### Alkotmány, államforma
Türkmenisztán államformája köztársaság.

### Törvényhozás, végrehajtás, igazságszolgáltatás
Kormányformája elnöki köztársaság, amelyben Saparmyrat Nyýazow, a Türkmenbaşy egy személyben volt az ország elnöke, a kormányfő és az egypártrendszerben működő törvényhozás elnökké választotta őt élete végéig.

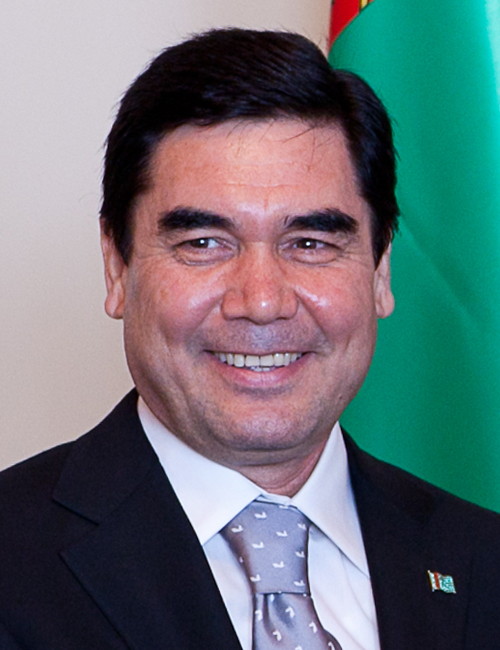
Gurbanguly Berdimuhamedov, volt elnök. 2022-től a fia, Serdar Berdimuhamedow követte.

2022-től Serdar Berdimuhamedow az elnök.

### Politikai pártok
Nyýazow (Türkménbasi) alatt az országban egypártrendszer volt; 2008 szeptemberében azonban a Néptanács határozatot fogadott el egy új alkotmány elfogadásáról. 2008 végétől több politikai párt megalakulását is lehetővé teszik. Az ellenzéki pártoknak azonban nincs erejük. A tekintélyuralmi politikai rendszer nem kínál a választóknak értelmes alternatívákat a kormánypárttal szemben. A rendszeren belüli politikát regionális pártfogó hálózatok vagy „klánok” befolyásolják, amelyek az állam és a gazdaság különböző részeit irányítják.

### Jogállamiság
A Szovjetuniótól való 1991-es függetlenné válása után az államot három totalitárius rezsim uralta. 2006-ban bekövetkezett haláláig Saparmyrat Nyýazow elnök (Türkménbasi), majd Gurbanguly Berdimuhamedow, aki 2022-ben lemondott fia, Serdar javára. A nemzetközi megfigyelők szerint a választások nem szabadok és nem tisztességesek.
Az ország a 2020-as évek elején (is) egy elnyomó, autoriter állam, ahol a gyakorlatban szinte teljesen eltiporják a politikai és a polgári szabadságjogokat. A választásokat szigorúan ellenőrzik, ami szinte egyhangú győzelmet biztosít az elnök és támogatói számára. A gazdaságot az állam uralja, a korrupció rendszerszintű, a vallási csoportokat üldözik, a politikai nézeteltéréseket nem tolerálják.
Nincsenek független intézmények, amelyek a Türkmenisztánban elterjedt korrupció elleni küzdelemmel foglalkoznának. A korrupció elleni fellépések jellemzően szelektívek, és az uralkodó eliten belüli konfliktusokhoz kapcsolódnak.
A nepotizmus és az összeférhetetlenség valódi ellenőrzése hiányzik.
A monetáris politikával kapcsolatos döntések, a külföldi cégekkel kötött nagyszabású szerződések, valamint a szénhidrogén-exportból származó állami nyereség felosztása nagyrészt átláthatatlan, és végső soron az elnök ellenőrzése alatt áll, hatékony jogi korlátok és független felügyelet nélkül. A kormánytisztviselők és az állami tulajdonú vállalatok nem kötelesek alapvető pénzügyi információikat nyilvánosságra hozni.
A kisebbségekkel való bánásmód, a szólás- és sajtószabadság terén is súlyos problémák vannak.
A Freedom House 2022-es jelentése az országot a »nem szabad« kategóriába sorolta.

### Közigazgatási beosztás
Türkmenisztán közigazgatásilag öt tartományra (welayat) és egy független városi kerületre oszlik:
| Terület           | ISO 3166-2 | Főváros     | Terület (km²) | Lakosság (1995) | Sorszáma |
| ----------------- | ---------- | ----------- | ------------- | --------------- | -------- |
| Aşgabat város     |            | Aşgabat     |               | 604 000         |          |
| Ahal tartomány    | TM-A       | Aşgabat     | 95 000        | 722 800         | 1        |
| Balkan tartomány  | TM-B       | Balkanabat  | 138 000       | 424 700         | 2        |
| Daşoguz tartomány | TM-D       | Daşoguz     | 74 000        | 1 059 800       | 3        |
| Lebap tartomány   | TM-L       | Türkmenabat | 94 000        | 1 034 700       | 4        |
| Mary tartomány    | TM-M       | Mary        | 87 000        | 1 146 800       | 5        |

### Emberi jogok
Az autokratikus államberendezkedésű Türkmenisztánban kérdéses a vallásszabadság megvalósulása. Egyes nem-kormányközi szervezetek (NGO) szerint a nemzetközi nyomás ellenére az ország biztonsági hatóságai szigorúan felügyelnek minden vallási csoportot, és annyira korlátozó a jogi környezet, hogy a legtöbb szervezet inkább illegalitásban tevékenykedik, mintsem hogy felvállalja a hivatalos engedélyezés folyamatát, amely inkább akadályokat jelent a működésben. A hatósági akadályokkal szembesülnek a protestáns kereszténység követőit, valamint olyan csoportok, mint a Jehova Tanúi vagy a Krisna hívők.

## Demográfia

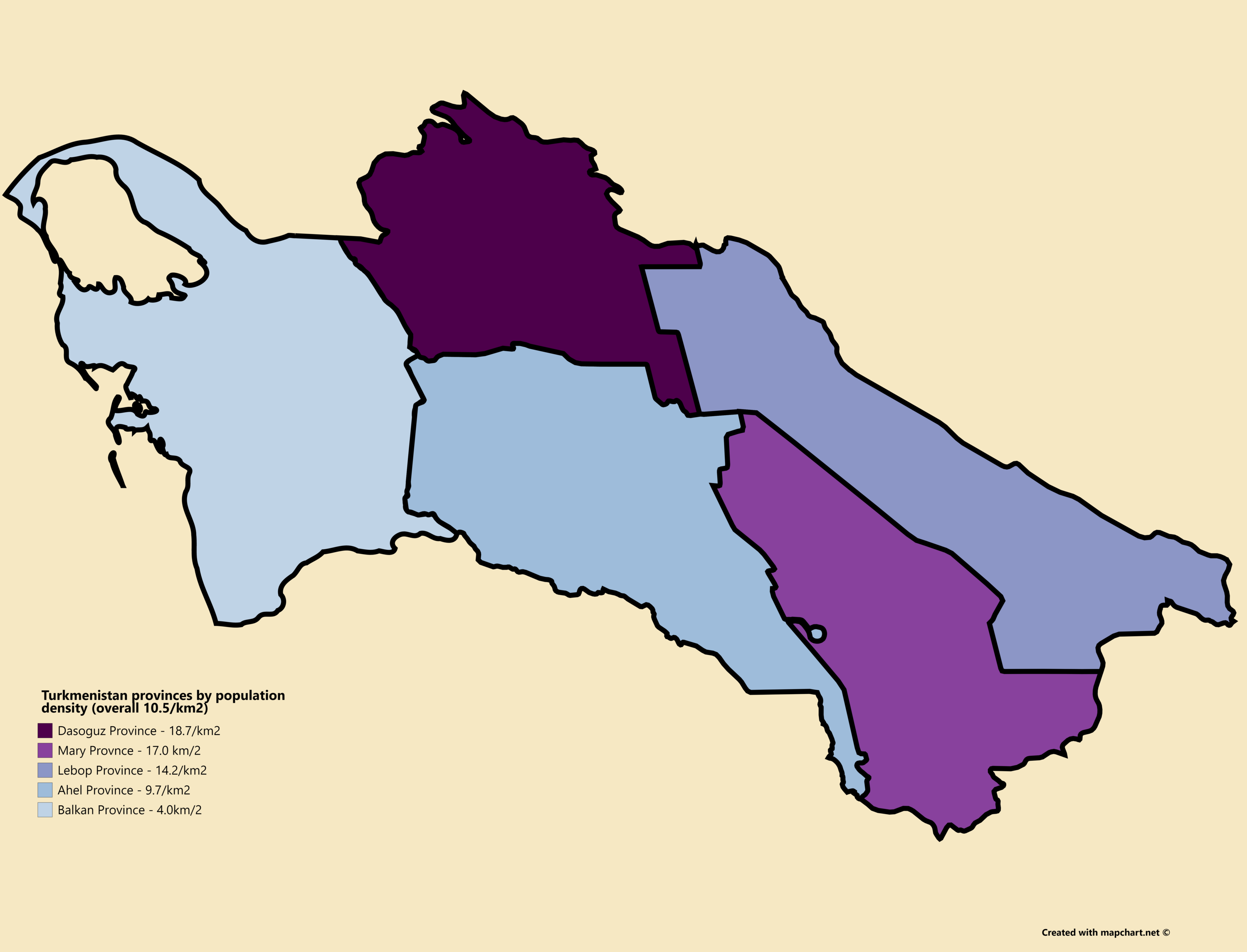
Türkmenisztán népsűrűsége 2018-ban

- Népesség: kb. 7,6 millió fő (2025-ben)[18]
- Népsűrűség: 16 fő/km² [18]

Népsűrűsége a globális átlaghoz képest alacsony és nagyon egyenlőtlenül oszlik el. A lakosság többnyire a déli, keleti és északkeleti oázisokban él, míg  a középső sivatagi területeken és a nyugati régiókban nagyon alacsony a népsűrűség.  

### Népességváltozás
| 2018 | 5 850 901 |
| 2021 | 6 117 933 |

### Etnikai, nyelvi megoszlás
- Hivatalos nyelv: türkmén
- Írásrendszer: türkmén ábécé: 1993-tól latin ábécé, török ortográfiával
- Népek: türkmén 85%, üzbég 5%, orosz 4%, egyéb 6% (2003)

Türkmenisztán állampolgárainak legnagyobb része türkmén nemzetiségű; további nemzetiségek az országban az oroszok, üzbégek, azeriek, örmények és tatárok. Az ország hivatalos nyelve a türkmén, bár a nemzetiségek közötti kommunikációban használják az oroszt is, amint azt az 1992-ben elfogadott Alkotmány lehetővé teszi. A türkmén név, amely mind a népet, mind a nemzetet jelöli, egy visszautaló kifejezés, amely abból az időből származik, amikor az oroszok először találkoztak ezzel a népcsoporttal, akik állandóan a Tūrk-men kifejezést használták, amelynek jelentése "Tūrk vagyok".

### Vallási megoszlás
A CIA World Factbook szerint a muszlimok a lakosság 93%-át teszik ki, míg a lakosság 6%-a az ortodox kereszténység követői, a fennmaradó 1%-ot pedig nem vallásosnak tartják.
A Pew Research Center 2009-es jelentése szerint Türkmenisztán lakosságának 93,1%-a muszlim.

### Szociális rendszer
A csecsemőhalandóság magas: 1000 csecsemőből 45 hal meg. A felnőtt halálozási ráta: 1000-ből nőknél 201, férfiaknál 375 ember hal meg évente átlagosan. Az egészségügyre a GDP 2,73%-át költik.

## Gazdaság

### Általános adatok
Az ország művelhető területének túlnyomó részére gyapotot ültettek, és az ország a világon a 10. helyet foglalja el e növény termesztésének rangsorában. Türkmenisztán ugyanakkor a világ 4. legnagyobb földgáztartalékkal rendelkező országa és kőolajbányászata is jelentős.
Türkmenisztán lassú ütemben reformálja gazdaságát, abban bízik, hogy földgáz- és gyapoteladásból származó bevételei finanszírozni tudják elavult gazdasági struktúráját. Privatizációs céljai korlátozottak. 1998 és 2002 között az ország szenvedett az export folyosók fejletlensége miatt, az eladott gáz szállítási útvonalainak alulfejlettsége és a nagyméretű külső adósságszolgálat nyomása miatt. Ugyanakkor az összes kivitel értéke meredeken emelkedett a kőolaj és a földgáz növekvő ára miatt. A GDP növekedési üteme 2012-ben 11%-os volt.
Nyýazow elnök országa bevételének nagy részét saját nagyságának kifejezésére fordította, a főváros hatalmas fejlesztésben részesült, miközben az ország más részein élő emberek a nyomor szintjén tengődnek. A korrupciós fertőzöttséget vizsgáló nemzetközi szervezetek megkongatták a vészharangot az ország valutatartalékaival kapcsolatban, arra jutottak, hogy az egy külföldi bankszámlán került elhelyezésre. Az elnök ingyenes víz-, gáz- és áramszolgáltatást ígért népének, ami meg is valósult, de gyakoriak a kimaradások.

### Gazdasági ágazatok

#### Mezőgazdaság
Fő termények: gyapot, gabonafélék, dinnye. 

#### Ipar
Fő iparágak: földgáz- és olajipar, textilipar, élelmiszer-feldolgozás. 

#### Kereskedelem
Exportjának nagy részét három termék: földgáz, kőolaj és gyapot teszi ki.
- Fő importtermékek: gépek és berendezések, vegyszer, élelmiszerek.
- Fő importpartnerek (2015) [23]: Törökország 25,1%, Oroszország 12,3%, Kína 11%, Egyesült Arab Emírségek 9,1%, Kazahsztán 5,2%, Németország 4,6%, Irán 4,5%
- Fő exportermékek: gáz, kőolaj, petrolkémiai termékek, textília, gyapotszál
- Fő exportpartnerek (2015) [23]: Kína 68,7%, Törökország 4,9%

## Közlekedés

### Közút
2001-ben az úthálózata kb. 21 000 km, amelyből 18 000 km burkolt. Az üzemanyagárak a legolcsóbbak közé tartoznak a világon.

### Vízi forgalom
A fő tengeri kikötője Türkménbasy (korábban Krasznovodszk-Красноводск).

### Légi forgalom
A repülőterek száma kb. 26, ebből 4 nemzetközi forgalmú. 

### Egyéb
Itt haladt keresztül még a középkorban a selyemút.

## Telekommunikáció
| Hívójel prefix | EZ |
| ITU zóna       | 30 |
| CQ zóna        | 17 |

## Kultúra
- Akhal-Teke lótenyésztés
- Szőnyegek
- Dzsejtun-kultúra régészeti emlékei

### Oktatási rendszer
Az országban 9 év az iskolakötelezettség ideje, amely a 7. évben kezdődik. A diákok az első 4 évet az alapiskolában, majd 5 évet a középiskolában töltenek el. Ezután választhatnak egy kétéves szakmai képzés és a felsőoktatás között. Az ország egyetemes és kötelező alapképzést nyújt állampolgárainak a középiskola befejezéséig. A középiskolai oktatást még Niyazow csökkentette 11-ről kilenc évre, de halála óta az új elnök rendeletére immár 10 évre visszaemelték. További kutatások folynak az ügyben, hogy a volt szovjet tagállamokban jelenleg túlnyomórészt 10 éves középiskolai oktatást tartsák meg, vagy pedig visszaállítsák a korábbi türkmén 11 éves rendszert.
Türkmenisztán egyetlen egyeteme a fővárosban van. A neve Türkmén Állami Egyetem (1950-ben alapították). Ezenkívül 8 fő és szakiskola van. Nyýazow alatt nem lehetett angolul tanulni.

### Kulturális intézmények

#### Kulturális világörökség
Türkmenisztán UNESCO által elismert hozzájárulása a világ kulturális örökségéhez:
- Az „ősi Merv” helytörténeti és kultúrpark;
- Kunya-Urgencs;
- Nisza párthus erődítményei a Pártus Birodalom korából.

### Gasztronómia
A szomszédos országok és Türkmenisztán gasztronómiája között sok az egyezés. A mohamedán országokban közismert piláf erre is elterjedt. A türkmén és néhány másik környező nyelvben a neve plov. Összetevőiben és készítési módjában is ugyanolyannak mondható, mint a többi nemzet konyháján: alapanyagai a rizs, sárgarépa, birkahús, amit egy méretes üstben készítenek el.
Jellemző türkmén étel a manti, darált hússal, hagymával és sütőtökkel készített gombóc. A levesek közül a legismertebb surpa nevezetű húsból és zöldségekből összetevődő leves. A bazárokon és éttermekben széles választéka akad a gombócoknak és töltött pitéknek, úgy mint a szomsza vagy a gutap (utóbbi töltelékje gyakran spenót). Könnyű és gyors elkészítésük miatt népszerű harapnivalónak számítanak turisták, utazók és sofőrök körében.
A türkmén gasztronómiában nem jellemző a fűszerek használata. Ízesítéshez leginkább gyapotmagolajat használnak.
További egyedi türkmén étel a hegdermeh, melynek hozzávalói a rizs, hús, hagyma és paradicsom. A sztyeppék ősi étele, a saslik itt sem hiányzik a gasztronómiából. A nyársonsült fogás birka-, bárány vagy baromfihúsból, néha pedig halból készül. Izzó faszénen sütik, köretnek nyers szeletelt hagymát és ecetes mártást adnak hozzá. Mind éttermekben, mind pedig az utcán gyakran előfordul.
A türkmenisztáni éttermekben találkozni rendszerint orosz eredetű ételekkel, mint a pelmenyi, a grecska (hajdinából készült étel), töltött káposzta és majonézes saláták széles kínálata. Felfedezhetők még ujgur hatások is, ilyen a lagman nevű tészta.
A dinnye Türkmenisztán nemzeti terménye, s kihagyhatatlan a helyi étkezésből. Az országban a dinnyének saját ünnepe is van, s közel 400 különböző fajtát termesztenek belőle. Régen az állam hatalmas dinnyeexportőr is volt.
Az étkezéseket mindig kíséri egy helyi laposkenyérfajta (gyakorlatilag egész Közép-Ázsiában jellemzőnek mondható), amit türkménül çörek-nek hívnak. Szimbolikus jelentősége nagy. Udvariatlanságnak számít, ha fejjel lefelé tartják vagy bármilyen egyéb módon tiszteletlenül bánnak vele. Készítéséhez számos népi babona és hiedelem fűződik. Egyformán eszik önmagában, vagy valamilyen töltelékkel (pl. hússal).
Az italok közül a legmeghatározóbb a zöldtea. A nap bármely órájában sort keríthetnek a türkmének teázásra. Akad továbbá számos joghurt-féle, melyeket általában reggelire fogyasztanak. Hal néven készül Türkmenisztánban egy savanykás ízű ital tevetej erjesztésével. A készítési eljárás bonyolult és nehéz, ráadásul a hal hamar megromolhatt, ezért tartósítása sem egyszerű.
Bár Türkmenisztán muzulmán ország, de a szovjet uralom elterjesztette területén a rendszeres alkoholfogyasztást. Az országban korlátozás nélkül lehet kapni vodkát, sört, pálinkát, bort és pezsgőt.[forrás?]

## Turizmus

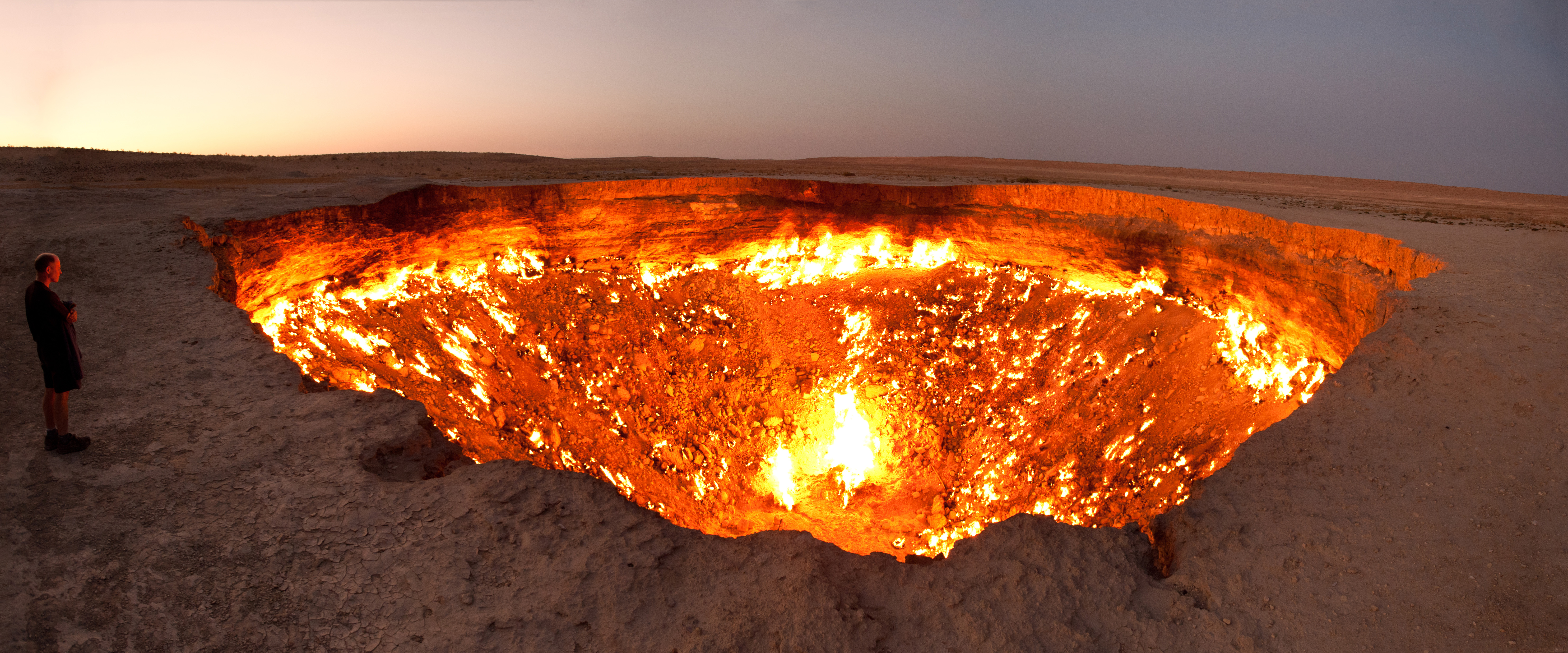
A pokol kapuja nevezetű égő gázmező

Közvetlenül a függetlenné válás után, az 1990-es években Türkmenisztán a jelenleginél valamivel nyitottabb ország volt, 1998-ban például 300 ezer külföldi látogatta meg az országot, szemben a 2018-as kb. 130–140 ezer fővel. A legtöbb külföldi a szomszédos Üzbegisztánból érkezett.
Türkmenisztán a világ egyik legzártabb országa. Nagyon kevés külföldi szerez türkmenisztáni vízumot. 
A 21. században, 2000 és 2013 között a kiadott vízumok száma igen csekély volt, ami megfelelt az elszigetelődő diktatúra politikájának. 2016-ban a turistáknak kiadott vízum csak 9000, 2019-ben is csak 14 438 volt.
Az ország egyik sokak által látogatott látványossága az ún. pokol kapuja.

## Ünnepek
A fő ünnepek:
- Újév napja (január 1.)
- Nemzetközi nőnap (március 8.)
- Nowruz (március 21–22.)

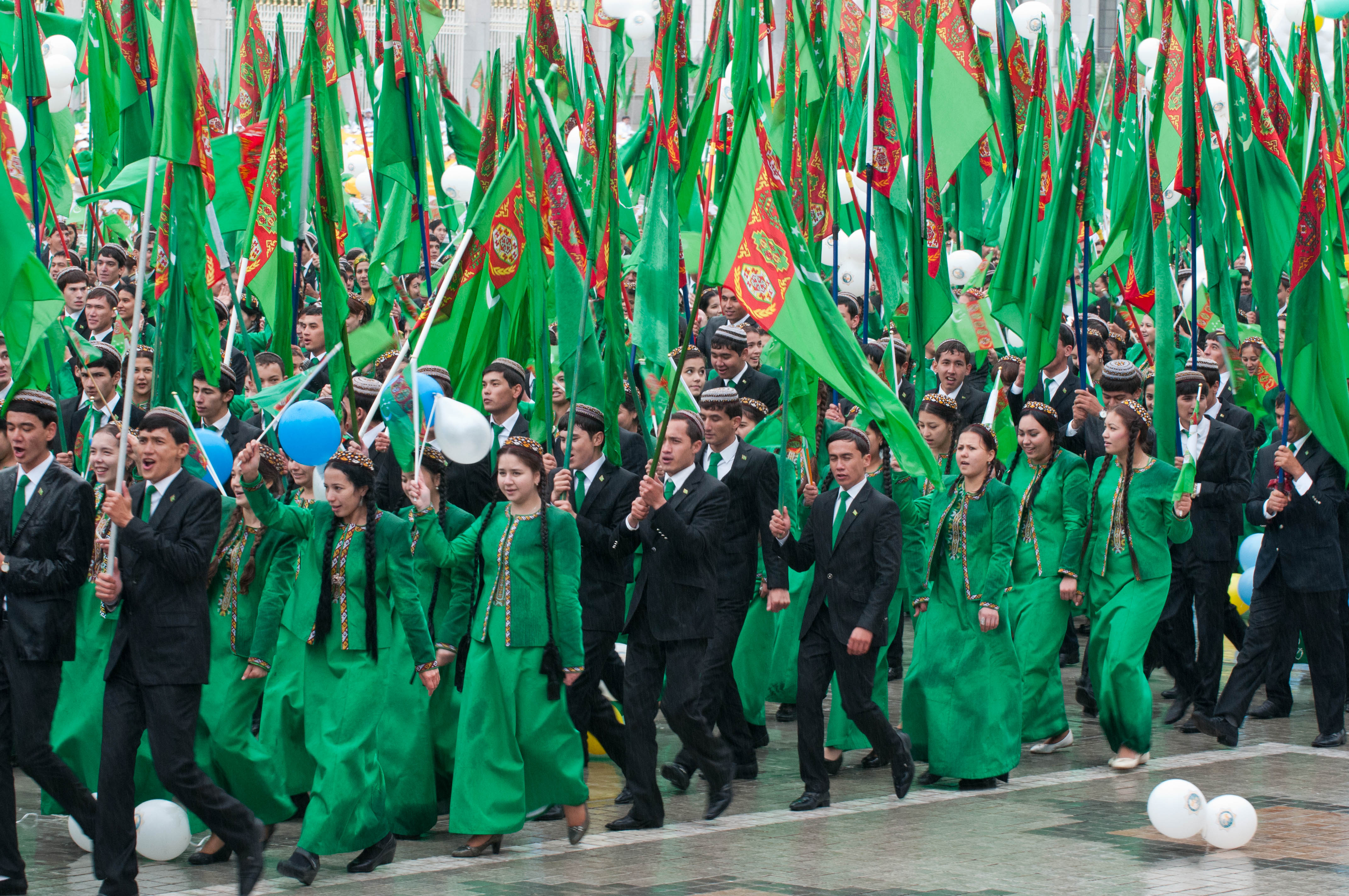
Felvonulás a függetlenség napján (szep. 27.)

- Az államzászló és az alkotmány napja (május 18.)
- A függetlenség napja (szeptember 27.)
- Emléknap (október 6.)
- A semlegesség ünnepnapja (december 12.)
- Eid al-Fitr (a dátum változó)
- Eid al-Adha (a dátum változó)